# Museo Penitenciario Argentino
El Museo Penitenciario Argentino Antonio Ballvé (MPA) es una institución dedicada a preservar, estudiar y comunicar el acervo histórico de la actividad penitenciaria federal. Se encuentra en la calle Humberto Primo 378, en el barrio de San Telmo, en la Ciudad de Buenos Aires.
Abrió sus puertas el 4 de diciembre de 1980 en un singular edificio, cuya construcción comenzó a principios del siglo XVIII. Sus claustros, de sólidos muros con barrotes de hierro albergan las salas de exposición que muestran los cambios que experimentaron a lo largo del tiempo el sistema penal y los espacios de reclusión en la Argentina.
El predio, declarado Monumento Histórico Nacional en 1982, aloja una parte del archivo histórico del Servicio Penitenciario Federal, con documentación que data desde la época colonial, y documentación fotográfica y audiovisual desde fines del siglo XIX.
Las salas del museo exhiben objetos emblemáticos como el traje a rayas; los grilletes de sujeción; mobiliario de la Penitenciaría Nacional; elementos de trabajo de las y los detenidos, así como un importante caudal de historias criminológicas de las distintas unidades carcelarias del país.

## Historia

### El museo y el edificio
Edificio de características únicas, su historia se remonta a las primeras décadas del 1700, cuando la entonces Buenos Aires contaba con apenas un puñado de habitantes. En los períodos de lluvia intensa el arroyo Tercero del Sur se desbordaba y el centro urbano (marcado por la Catedral), y su arrabal sureño (los Altos de San Pedro) quedaban aislados, inhabilitando a sus habitantes a cumplir con los deberes administrativos, religiosos y educativos.
Para satisfacer estas demandas cívicas y religiosas, la Compañía de Jesús -bajo la dirección del arquitecto y religioso Andrés Blanqui- comienza en 1735 la construcción de un complejo arquitectónico que incluiría un templo dedicado a Nuestra Señora de Belén y un colegio que brindaría la doctrina cristiana, complementado con una Casa de Ejercicios Espirituales para hombres. Las obras fueron continuadas por Juan Bautista Prímoli y Martin Schmidt, y fue finalmente Antonio Masella quien se encargó de la ejecución de la capilla que se encuentra dentro del claustro principal.
En 1767 el rey Carlos III ordena la expulsión de la orden jesuítica de todos los territorios de la Corona y la Casa de Ejercicios se convierte en espacio para el recogimiento de mujeres extraviadas y "de mal vivir", que estaban alojadas hasta ese entonces en la Cárcel del Cabildo.
Durante las Invasiones Inglesas (expediciones militares emprendidas por el Imperio Británico en 1806 y 1807) el predio se convierte en depósito y cuartel de tropas hasta que, con la instalación del gobierno patrio en 1810, pasa a ser hospital militar y después hospicio de enfermos mentales. Años más tarde sería la “Penitenciaría de la Residencia”, un alojamiento para mujeres y deudores, y albergue para menores abandonados.
En 1890 se hace entrega de la parte más antigua del edificio a la Congregación de Nuestra Señora de la Caridad del Buen Pastor, una orden religiosa de origen francés con trayectoria en administrar institutos de detención para mujeres en diferentes países de América Latina (Uruguay, Chile, Paraguay, Colombia), Europa y Estados Unidos. La Orden queda a cargo de la Cárcel de Mujeres y del Correccional de Menores. Durante casi 100 años la Orden mantiene la administración del Asilo Correccional bajo un régimen disciplinario, abogando por una regeneración espiritual y moral a través de prácticas del oficio piadoso.
Luego de casi 85 años de dirigencia, en 1974, la Orden del Buen Pastor abandona el Correccional y el Servicio Penitenciario Federal se hace cargo de su gestión, y traslada a las mujeres al actual Instituto Correccional de Mujeres (Unidad 3), en la localidad de Ezeiza. A partir de ese momento comienza a funcionar en el edificio la Academia Superior de Estudios Penitenciarios.
El 4 de diciembre de 1980 se inaugura el Museo Penitenciario Argentino Antonio Ballvé, denominación que reivindica la figura de quien fuera director de la Penitenciaría Nacional entre 1904 y 1909, pionero de cambios fundamentales dentro de las políticas criminológicas y de la gestión penitenciaria. Las salas del museo exhiben el patrimonio histórico del Servicio Penitenciario Federal, con objetos emblemáticos como el traje a rayas portado por los reclusos de Ushuaia, los grilletes, parte del mobiliario de la Penitenciaría Nacional, elementos de trabajo de los y las detenidas, objetos pertenecientes a sus funcionarios y documentación de archivo como la serie de historias criminológicas, planos y mapas, revistas penitenciarias, entre otros.

### Correccional de Mujeres
Hacia fines del siglo XIX y hasta la primera mitad del siglo XX, el perfil promedio que presentaban las mujeres detenidas o recluidas se caracterizaba por su gran vulnerabilidad: se trataba en su mayoría de jóvenes migrantes del exterior y del interior del país, desempleadas y con escasa o nula instrucción formal.
El marco criminológico de la época consideraba que la criminalidad femenina constituía una excepcionalidad respecto a un género que se estimaba dócil y débil por naturaleza. Durante ese período, los delitos más comunes protagonizados por mujeres incluían hurtos durante las tareas domésticas, robos de menudeo y ejercicio de la prostitución. La criminalidad femenina se asociaba también a la falta de instinto maternal o a una sexualidad desordenada.
Esta óptica es la que explica que una congregación religiosa se hiciera cargo y permaneciera casi un siglo administrando el ámbito de internación de mujeres mayores y menores a las que se consideraba conveniente mantener aisladas de la sociedad.
La Orden del Buen Pastor, originaria de Francia donde nació en la tercera década del siglo XIX, había desembarcado primero en Chile para desde allí expandirse al resto de América Latina, con el propósito de recuperar (en palabras del cronista de la congregación) “almas enfermas” a través del ejercicio de la penitencia y la abnegación. En Buenos Aires, la Orden se hace cargo en 1890 de la Casa de Corrección en San Telmo y durante más de 85 años lleva adelante la administración de la cárcel y asilo de mujeres. El Asilo Correccional era asilo de niñas menores dependientes del sistema judicial y cárcel de mujeres, habitada por encausadas y penadas.
Las ideas de la época sostenían que los correccionales preservaban mejor a las mujeres en tanto las inducían a retornar a la verdadera esencia femenina. Por el contrario, en las entonces modernas penitenciarías nacionales, la administración y la gestión de la pena y el castigo sobre los hombres buscaba determinar los motivos de las distintas tendencias delictivas.
Hasta inicios de los años 60 del siglo XX, la población femenina representaba solo el diez por ciento de la población carcelaria total, siendo ese otro de los factores que explica porqué la administración de la pena femenina no era prioritaria para el Estado.
El principio rehabilitador estuvo en el centro del régimen carcelario a través del trabajo, la instrucción y la religión. Las detenidas accedían a educación primaria obligatoria y se las instruía en tareas asociadas a la feminidad como lavado, planchado, tejido, cocina y bordado, siempre limitado al orden de lo doméstico. El rezo y la misa eran prácticas diarias obligatorias.
En la segunda mitad del siglo XX la sociedad atraviesa toda una serie de transformaciones que revolucionan la subjetividad femenina. El ingreso creciente de las mujeres a las universidades y la dimensión alcanzada por el trabajo industrial en la sociedad argentina de los 50’ les ofreció a las mujeres, además, mayores posibilidades de independencia económica. Estos cambios precipitaron también mayor presencia en las organizaciones sindicales, obreras y barriales. Numerosas mujeres se incorporaron a la práctica política y muchas de ellas se unieron a diversos activismos.
Desde 1953, tal como lo muestran los datos disponibles en la serie de historias criminológicas y las estadísticas de la institución, comienzan a ingresar al Asilo Correccional algunas detenidas con mayor instrucción formal. Los delitos de este grupo de mujeres se vincularon a la transgresión, el desacato, la rebelión o la resistencia a la autoridad. Entre sus figuras emblemáticas se encuentran Victoria Ocampo, escritora y directora de la revista Sur, encarcelada en 1953 por su activa oposición al gobierno de entonces, y otras mujeres que fueron alojadas allí por su actividad política, como Salvadora Medina Onrubia, Angélica Mendoza, Delia Parodi, Ana Macri y Alicia Eguren de Cooke, entre otras.
El creciente protagonismo del activismo político femenino y dos fuertes acontecimientos de fuga en 1971 en Buenos Aires y en 1975 en Córdoba, convenció a la Orden de sus limitaciones para afrontar y garantizar el correcto funcionamiento de los establecimientos a su cargo. Así, en 1974 el Asilo Correccional es asignado al Servicio Penitenciario Federal y poco tiempo después se hace efectivo el traslado de las internas a la actual Unidad 3 de Ezeiza.

## Archivo documental y patrimonio
En 2020 se inició el Programa de Recuperación para identificar, clasificar y conservar los documentos que permiten conocer e investigar sobre la memoria institucional y las diferentes fuentes y perspectivas históricas en materia penitenciaria y criminológica, para garantizar el ejercicio de derechos individuales y colectivos.
A partir del desarrollo de un proyecto archivístico integral, basado en el trabajo colaborativo con otras instituciones, el Programa de Recuperación pretende dar acceso a la documentación y a la información sobre sus contextos de producción, para facilitar el desarrollo de nuevas perspectivas sobre la historia de la institución penitenciaria y de las cárceles federales, y asegurar la preservación del material para las generaciones futuras.
Desde 2021 las tareas del archivo y museo son asistidas por un Consejo Asesor Honorario.
El proyecto comprende tanto el acondicionamiento de salas y guardas específicas del material documental para su conservación, como la implementación de un sistema informático específico para su descripción. El trabajo archivístico y museográfico se basa en la plena utilización de estándares internacionales de gestión documental y en la adecuación del sistema de preservación, restauración y guarda.